# دراگی دو
دراگی دو (به صربی: Dragi Deo) یک منطقهٔ مسکونی در صربستان است که در پروکوپلیه واقع شده‌است. دراگی دو ۶۲ نفر جمعیت دارد.